# كنيسة التوحيد الأرثوذكسية الإثيوبية

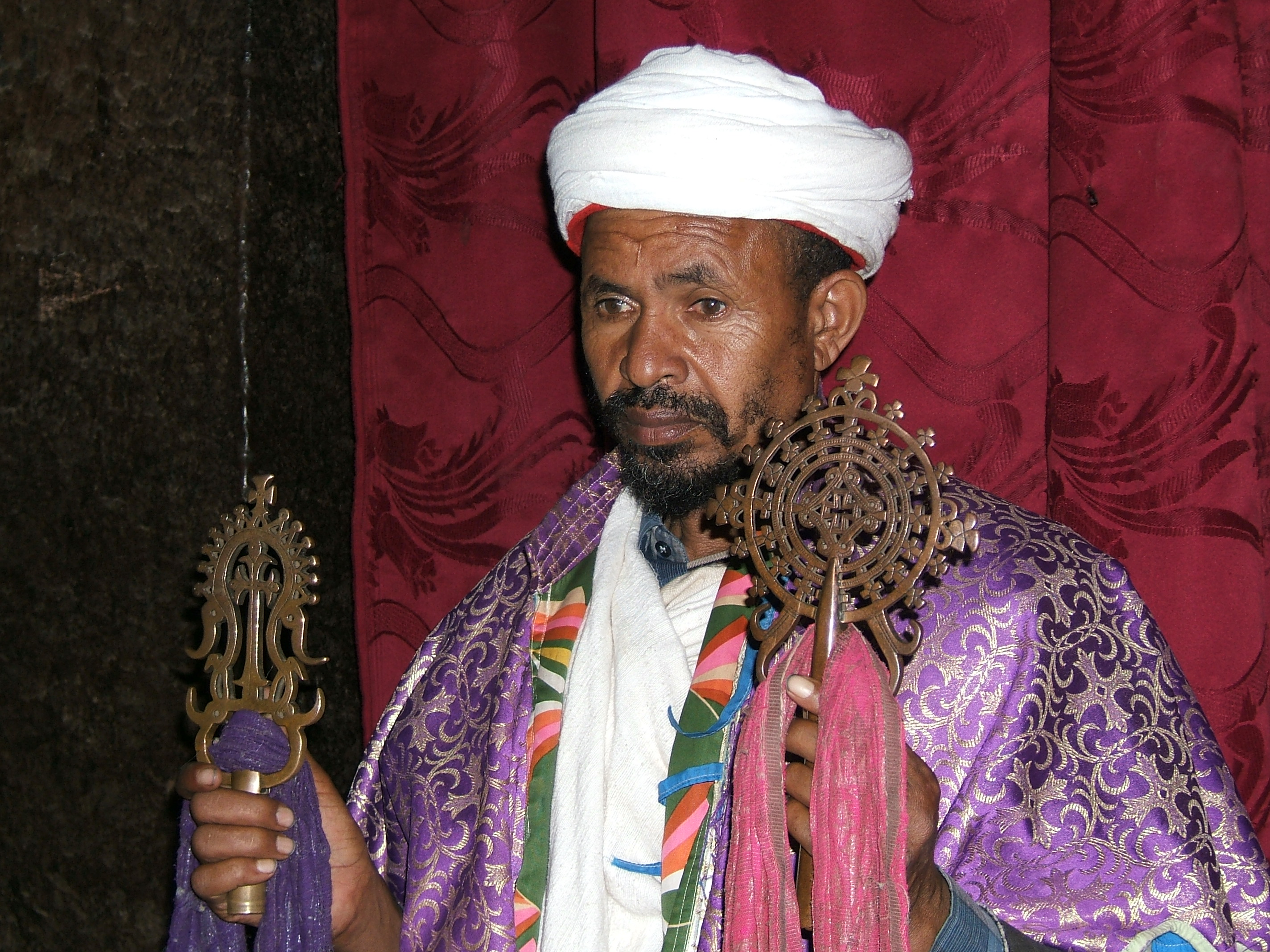
رجل دين من كنيسة التوحيد الأرثوذكسية الإثيوبية

الكنيسة التوحيد الأرثوذكسية الإثيوبية من الكنائس الأرثوذكسية المشرقية انفصلت عن الكنيسة القبطية الأرثوذكسية عام 1959م حين منح البابا كيرلس السادس رأسها لقب بطريرك، وبحسب مصادر الكنيسة فإن عدد أتباعها يبلغ 45 مليون شخص، وهي بذلك أكبر كنيسة أرثوذكسية مشرقية. ومقرها مدينة أكسوم بإثيوبيا.

## تاريخ كنيسة التوحيد الأثيوبية

### الجذور
إن تبني هذه الكنيسة لكلمة التوحيد باسمها الرسمي، هو للدلالة على إيمانها بالطبيعة الواحدة للمسيح أي طبيعة الكلمة المتجسد على غرار بقية الكنائس اللاخلقيدونية والتي تتشارك معها بالإيمان وهي الكنيسة القبطية الأرثوذكسية الكنيسة السريانية الأرثوذكسية والكنيسة الأرمنية الأرثوذكسية وكنيسة التوحيد الأرثوذكسية الإريترية وكنيسة ملنكارا الأرثوذكسية في الهند.
تًرجِع الكنيسة الأثيوبية بوادر دخول الديانة المسيحية إلى البلاد إلى القرن الأول الميلادي، حيث يروي الكتاب المقدس في سفر أعمال الرسل الفصل الثامن قصة تبشير وعماد أحد الموظفين الكبار في مملكة الحبشة على يد الشماس فيليبس.{ ثُمَّ إِنَّ مَلاَكَ الرَّبِّ كَلَّمَ فِيلُبُّسَ قِائلاً : (قُمْ وَإذْهَبْ نَحْوَ الْجَنُوبِ عَلَى الطَّرِيقِ الْمُنْحَدِرَةِ مِنْ أُورُشَلِيمَ إِلَى غَزَّةَ الَّتِي هِيَ بَرِّيَّةٌ). 27 فَقَامَ وَذَهَبَ. وَإِذَا رَجُلٌ حَبَشِيٌّ خَصِيٌّ وَزِيرٌ لِكَنْدَاكَةَ مَلِكَةِ الْحَبَشَةِ كَانَ عَلَى جَمِيعِ خَزَائِنِهَا. فَهَذَا كَانَ قَدْ جَاءَ إِلَى أُورُشَلِيمَ لِيَسْجُدَ } (أعمال 8 : 26 – 27)، وبعد ذلك يتابع نص الكتاب المقدس عن كيفية شرح الشماس فيليبس لذلك الخصي الحبشي عن نبوات النبي إشعياء التي تممها يسوع المسيح، فآمن الرجل بالمسيح وطلب من فيليبس أن يعمده فلبى فيليبس طلبه وعمده في مياه صادفوها على الطريق، كانت ملكة الحبشة في ذلك الزمان هي الملكة جيرساموت هنديكه السابعة { لاحظ قرب الاسم كنداكة الوارد في الكتاب المقدس باسم الملكة التاريخي هنديكه } وقد حكمت في الفترة ما بين 42 م إلى 52 م.
وفي القرن الرابع أصبحت الديانة المسيحية الديانة الرسمية لمملكة أكسوميت الأثيوبية في أيام الملك إيزانا، وذلك بفضل جهودالتبشيرية لفرومينتيوس السرياني الأصل والمعرف بإثيوبيا بـ Abba Selama, Kesaté Birhanأي أبو السلام وكاشف النور، وفي حداثته كان لفرومينتيوس هذا قد نجا مع شقيقه ايديسيوس من حادث غرق سفينة قبالة السواحل الإريتيرية، وبعد أن عثر عليهم السكان المحليون بيعوا كعبيد للقصر الملكي وكان يعتلي العرش آنذاك الملك أكسوم، وبعد مدة حظا الشقيقان بنعمة من الملك برفعهما إلى منزلة الثقة حيث قاما بتبشيره بالمسيحية، على إثر ذلك أرسل لفرومينتيوس إلى الإسكندرية من قبل الملك أكسوم للقاء البطريرك أثناسيوس حاملا إليه طلب الملك بتنصيب أسقف للمملكة، قبل أثناسيوس طلب الملك وقام برسامة لفرومينتيوس نفسه كأول أسقف على أثيوبيا، ومنذ ذلك الوقت وحتى عام 1959 م كان بطريرك الأسكندرية للأقباط الأرثوذكس يلقب برئيس أساقفة الكنيسة الأثيوبيا.

### فترة العصور الوسطى
استمر اتحاد الكنيسة الأثيوبية مع كنيسة الأقباط الأرثوذكس حتى بعد سيطرة العرب المسلمين على أراضي مصر، واستمرت المراسلات ما بين بطاركة الإسكندرية وملوك الحبشة والنوبا. وفي عام 1439 م في عهد الملك زارا يعقوب قاد حوار ديني ما بين الأنبا جيورجيس وزائر فرنسي إلى إرسال سفارة من إثيوبيا إلى الفاتيكان.

### فترة اليسوعيين
إن فترة التأثير اليسوعي والتي كسرت في أثناءها قنوات الاتصال مع الكنيسة القبطية كانت بداية لفصل جديد من تاريخ كنيسة أثيوبيا، حيث بدأ عمل الإرساليات الكاثوليكية في البلاد بدعم من البرتغاليين، وجاء ذلك الدعم كجزء من كفاح البرتغاليين ضد الدولة العثمانية المسلمة وضد سلطنة عدوليس الإسلامية الواقعة شرق إثيوبيا للسيطرة على طرق التجارة إلى الهند عبر البحر الأحمر.
في عام 1507 م طلب الإثيوبيون المساعدة من البرتغال للوقوف في وجه سلطنة عدوليس، وفي عام 1520 م وصلت سفارة من البرتغاليين إلى الأراضي الأثيوبية ووصلت معها الإرساليات الكاثوليكية وبقيت هناك لسنوات عدة، وقد دونت أخبار تلك الإرساليات بواسطة المُرسَل والمستكشف البرتغالي فرنشيسكو ألفاريز.
لاحقا أرسل بابا الفاتيكان خواو نونيز باريت Joao Nunez Barreto كبطريرك على شرقي الهند وبرفقته أندريه دو أوفيدو Andre de Oviedo برتية أسقف، ومن هناك انطلق ذاك البطريرك والأسقف إلى إثيوبيا لصون علاقات ملكها مع روما، وبعد الفشل المتكرر بانت في الأفق بعض بوادر للنجاح في الحوار بين الطرفين في عهد الإمبراطور سوسينيوس، وطال الأمر حتى عام 1624 م لكي يظهر الإمبراطور بعض مظاهر الخضوع الرسمي لبابا روما، حيث أعلن سوسينيوس بأن الكاثوليكية هي المذهب الرسمي لمملكته، ولكن هذا الإعلان لقي مقاومة عنيفة من قبل الشعب، مما اضطر سوسينيوس للتخلي عن عرشه لصالح ابنه فاسيليدس في عام 1632 م، الذي أعاد الأرثوذكسية كمذهب إثيوبيا الرسمي، بعد ذلك قام بطرد الآباء اليسوعيين من بلاده عام 1633 م، وفي عام 1665 م أمر فاسيليدس بإحراق جميع كتب اليسوعيين.

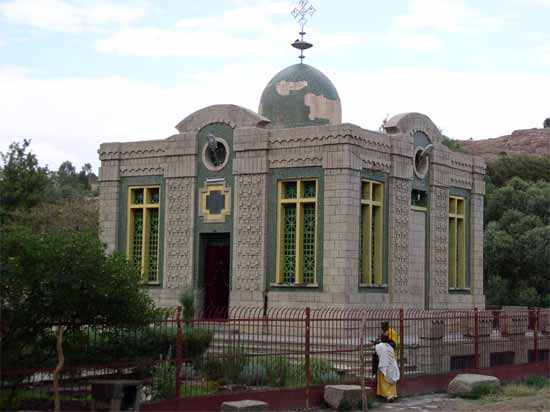
مصلى تابوت العهد في كنيسة سيدتنا مريم من جبل صهيون، في أكسوم، يُدّعى أنها تحتوي على تابوت عهد موسى وألواحه.

### التاريخ المعاصر
توصلت في تاريخ 13 يوليو/تموز 1948 م كل من الكنيستين القبطية والإثيوبية إلى اتفاق مهد لانفصال واستقلال الكنيسة الأثيوبية، حيث قام بطريرك الإسكندرية للأقباط في ذلك العام برسامة خمسة أساقفة لهذه الكنيسة وفوضهم بانتخاب بطريرك جديد لهم يكون له السلطان لاحقا لرسامة أساقفة جدد لكنيسته. وقد اكتملت فصول تلك الاتفاقية عندما قام بطريرك الأقباط البابا يوساب الثاني بإقامة باسيليوس رئيس أساقفة على الكنيسة الأثيوبية وهو من أصل أثيوبي في تاريخ 14 يناير/كانون الثاني 1951 م، وبعد ذلك عام 1959 م قام بطريرك الكنيسة القبطية البابا كيرلس السادس بتتويج باسيليوس كأول بطريرك على كنيسة أثيوبيا الأرثوذكسية.
توفي البطريرك باسيليوس عام 1971 م وخلفه في ذلك العام ثيوفيلوس، ومع سقوط الإمبراطور هيلا سيلاسي عام 1974 م فصلت الكنيسة في إثيوبيا عن الدولة، وبدأت حكومة إثيوبيا الجديدة - الماركسية - بتأميم الأراضي بما في ذلك أراضي الكنيسة، وفي عام 1976 م اُعتقل البطريرك ثيوفيلوس من قبل السلطات العسكرية وتم إعدامه بسرية في وقت لاحق من ذلك العام، فقامت الحكومة بأمر الكنيسة بانتخاب بطريركا جديدا لها فتم تتويج تيكلا هيمانوت على هذا المنصب، رفضت الكنيسة القبطية انتخاب ذلك البطريرك على اعتبار أن المجمع المقدس للكنيسة الأثيوبية لم يقر بعزل البطريرك السابق ثيوفيلوس، لآنه لم يكن يُعرف بعد للعلن بأنه تم إعدامه من قبل الحكومة فكان لايزال يُعتبر البطريرك الشرعي لإثيوبيا، وعلى إثر ذلك انقطعت وسائل الاتصال - على الصعيد الرسمي - بين الكنيستين.
لم يتعامل البطريرك الجديد تيكلا هيمانوت مع الحكومة الإثيوبية بالسلاسة التي كانت تتوقعها منه، لذلك عندما توفي هذا البطريرك عام 1988 م تم انتخاب ميركوريوس عضو البرلمان الإثيوبي الموالي للحاكم لهذا المنصب. في عام 1991 م ومع سقوط نظام منغستو هيلا مريام الديكتاتوري وقدوم الجبهة الشعبية الديمقراطية الثورية الإثيوبية للحكم، عُزل البطريرك ميركوريوس بضغط من الشعب والحكومة وانتخبت الكنيسة باولس بطريركا جديدا لها، وفر البطريرك السابق ميركوريوس خارج البلاد وأعلن من منفاه بأن عزله تم بالإكراه وعلى ذلك فهو لايزال البطريرك الشرعي لإثيوبيا، تبعه إلى ذلك عدة أساقفة وشكلوا خارج إثيوبيا مجمعا مقدسا لهم تعترف به عدة كنائس إثيوبية في أمريكا الشمالية وأوروبا وتعتبر بأن ميركوريوس هو البطريرك الحقيقي، بينما استمر المجمع المقدس الآخر داخل إثيوبيا يقر بشرعية البطريرك باولس.
وبعد أن استقلت إريتريا عن إثيوبيا عام 1991 م أعلنت الكنيسة القبطية الأرثوذكسية انفصال كنيسة التوحيد الأرثوذكسية الإريترية، فأصبح لها بذلك مجمعها المقدس الخاص المستقل عن المجمع الأثيوبي الأم.

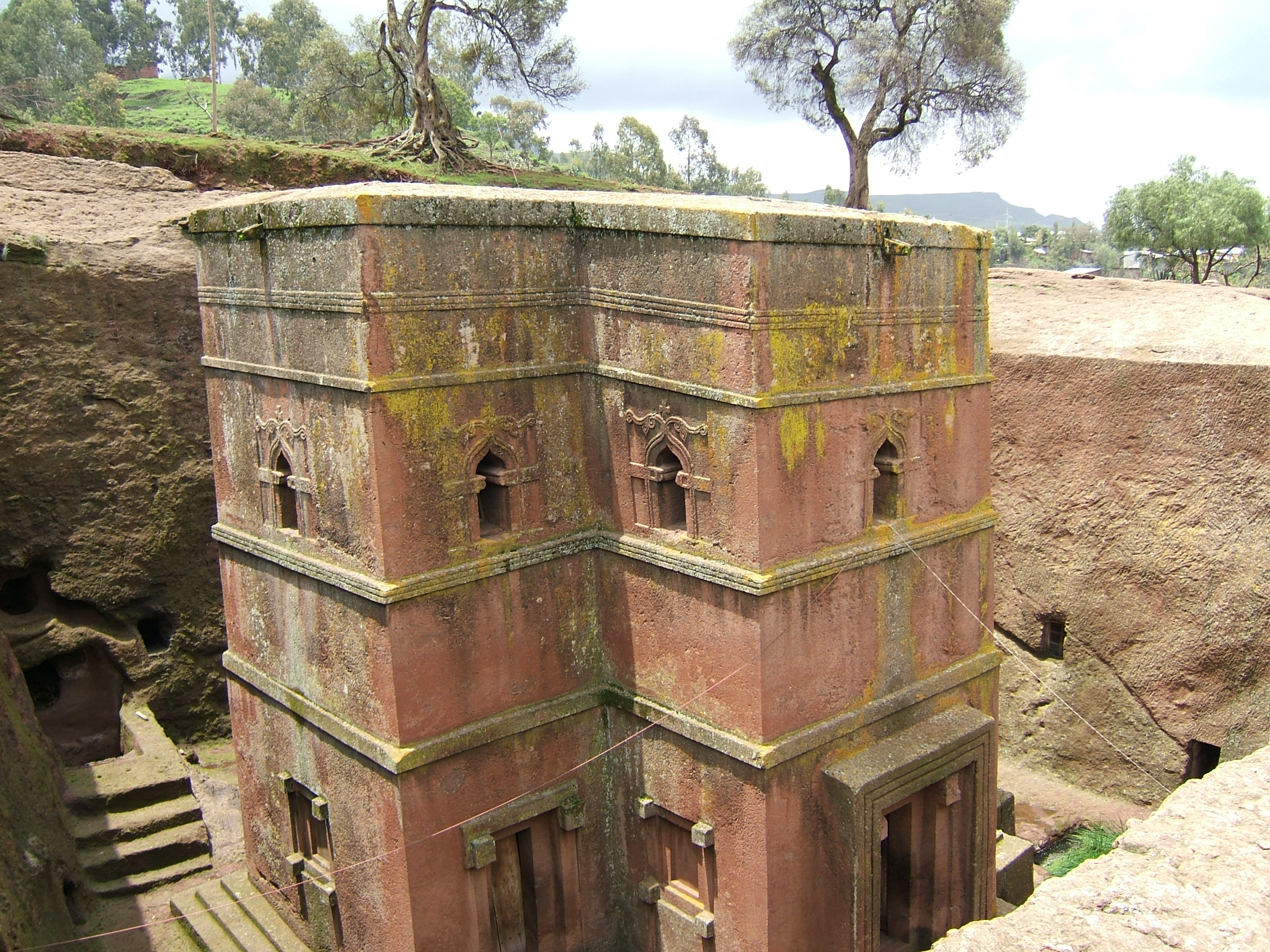
كنيسة بيت جرجس كنيسة منحوتة في الصخر في لاليبلا.

## قانون الكتاب المقدس الأرثوذكسي التوحيدي
قانون الكتاب المقدس الأرثوذكسي التوحيدي إن قانون الكتاب المقدس التوحيدي الأرثوذكسي هو نسخة من الكتاب المقدس المسيحي الذي تستخدمه كنيستان أرثوذكسيتان شرقيتان مع التقاليد الإثيوبية والإريترية: كنيسة التوحيد الأرثوذكسية الإثيوبية وكنيسة التوحيد الأرثوذكسية الإريترية. تعتبر الكتب الـ 81 أكبر وأوسع الكتب الكتابية تنوعًا في العالم المسيحي التقليدي. يقسم العلماء الغربيون الشريعة إلى فئتين. أحدهما عبارة عن قانون أضيق يتكون أساسًا من كتب مألوفة لدى الغربيين، والآخر عبارة عن قانون أوسع يتضمن تسعة كتب إضافية من كتبه.

## لغة كنيسة التوحيد الأثيوبية
تقام معظم المراسم الاحتفالية الدينية باللغة الجعزية Ge'ez، والتي أصبحت لغة رسمية للكنيسة على أقرب تقدير بعد وصول من دعيوا بالقديسين التسعة إلى أثيوبيا، والذين قدموا إليها هربا من بطش الإمبراطور البيزنطي بسبب رفضهم لمقررات مجمع خلقيدونية عام 451 م.
ويوجد ترجمة للنسخة السبعينية لكتاب العهد القديم تُرجم من اللغة اليونانية إلى اللغة الجعزية، وكان الإمبراطور هيلا سيلاسي خلال فترة حكمه قد رعى عملية إصدار نسخ رسمية باللغة الأمهرية لمخطوطات قديمة مكتوبة باللغة الجعزية. ويتم الوعظ اليوم في كنيسة التوحيد الأثيوبية باللغات المحلية.

## فن العمارة في الكنيسة الأثيوبية
يوجد العديد من الكنائس المنحوتة في الصخر في أثيوبيا، اكثرها شهرة هي الكنائس الإثني عشر في لاليبيلا شمال البلاد، ويوجد أيضا نمط آخر في هندسة الكنائس الأثيوبية هو البازيليك، ومن أشهر كنائس البازيليك في أثيوبيا هي بازيليك سيدتنا مريم من صهيون في مدينة أكسوم، وفي القرن السادس الميلادي كان لهندسة الكنائس الأثيوبية تأثير قوي على طريقة بناء الكنائس في المناطق القريبة كصنعاء وفي معظم أنحاء شبه الجزيرة العربية. يوجد شكلين مميزين لبناء الكنائس الأثيوبية، الأول المربع أو المستطيل والذي يتواجد في تجراي والثاني الشكل الدائري وتجده في أمهارة وفي شيوة.

## التشابه مع اليهودية
تضع كنيسة التوحيد الأرثوذكسية الإثيوبية ثاني أكبر الكنائس المسيحية الشرقية في العالم تركيز أكثر على تعاليم العهد القديم مقارنًة في الكنائس المسيحية الأخرى، وتحث أتباعها على التمسك في بعض الممارسات التي ما تزال موجودة في الديانة اليهودية، خصوصًا لدى اليهودية الأرثوذكسية.
تلتزم كنيسة التوحيد الأرثوذكسية الإثيوبية في شريعة الطهارة الموجودة في العهد القديم والتي تحث على ضرورة الاغتسال أو الوضوء للتطهر قبل تأدية فرائض دينية معينة، وبعد أي شيء يسبِّب النجاسة. فضلًا على ضرورة غسل اليدين قبل الأكل أو الصلاة، وبعد الإستيقاظ من النوم، وبعد زيارة المدافن أو دخول دورة المياه.
تمنع كنيسة التوحيد الأرثوذكسية الإثيوبية المرأة التي تكون في فترة الحيض والأشخاص غير الطاهرين وفقًا للشريعة من دخول الكنيسة. يُذكر أن منع المرأة التي تكون في فترة الحيض من دخول الكنيسة حتى نهاية فترة الحيض موجود أيضًا من قبل الكنائس المسيحية الشرقية الأخرى. وتلتزم كنيسة التوحيد الأرثوذكسية الإثيوبية في تنظيم قواعد الحبل والولادة المذكورة في سفر اللاويين وكيفية الطهور بعدها إذ إن المرأة الحامل والحائض تعتبر نجسة.
تفرض كنيسة التوحيد الأرثوذكسية الإثيوبية إلى جانب كنيسة التوحيد الأرثوذكسية الإريترية والكنيسة القبطية الأرثوذكسية شريعة الختان على الذكور في اليوم الثامن من ولادة الطفل وتعطيه بُعدا دينيا. كما تقوم كنيسة التوحيد الأرثوذكسية الإثيوبية إلى جانب الأدفنتست بفرض سلسة من الشرائع على الطعام وهي تشابه القيود الموجودة في الديانة اليهودية والتي تعرف بالكشروت.